# 17279 Jeniferevans
17279 Jeniferevans è un asteroide della fascia principale. Scoperto nel 2000, presenta un'orbita caratterizzata da un semiasse maggiore pari a 2,5866096 UA e da un'eccentricità di 0,1919608, inclinata di 13,20438° rispetto all'eclittica.